# Nationale Garde (Frankrijk)

Soldaten van de Nationale Garde in 1792 met gevangengenomen rebellen in Bretagne. Schilderij door Jules Girardet.

De Nationale Garde (Frans: Garde nationale) was een militie van vrijwilligers uit de middenklasse die tijdens de Franse Revolutie werd gevestigd om de orde in Frankrijk te bewaren en het land te verdedigen. De Nationale Garde speelde ook bij latere revoluties een belangrijke rol.

## Franse Revolutie
De oorsprong van de  Nationale Garde was een burgermilitie die werd gevestigd in Parijs op 13 juli 1789 (een dag voor de bestorming van de Bastille). Deze militie moest de rellen en plunderingen die de stad teisterden een halt toeroepen. De markies de La Fayette werd op 15 juli door koning Lodewijk XVI aangesteld als eerste commandant van de militie.
Al snel werden ook in andere Franse steden milities opgezet, en op 5 september stemde de Nationale Vergadering om de vestiging van een Nationale Garde op te nemen in de nieuwe grondwet. Op 14 oktober 1791 nam de Nationale Vergadering een wet aan die alle "actieve burgers" (de mannen met stemrecht) en hun zonen van 18 jaar of ouder verplichtte lid te worden van de Nationale Garde. De rijken konden echter deze dienstplicht ontlopen door armere mannen te betalen om hun plaats voor ze in te nemen.
Begin 1793 bestond de Nationale Garde uit 160.000 man. Toen de Eerste Coalitieoorlog uitbrak en Frankrijk van alle kanten werd aangevallen werd de Nationale Garde steeds vaker gebruikt als een soort reservetroepen van het reguliere leger.

## Opstand van 13 Vendémiaire

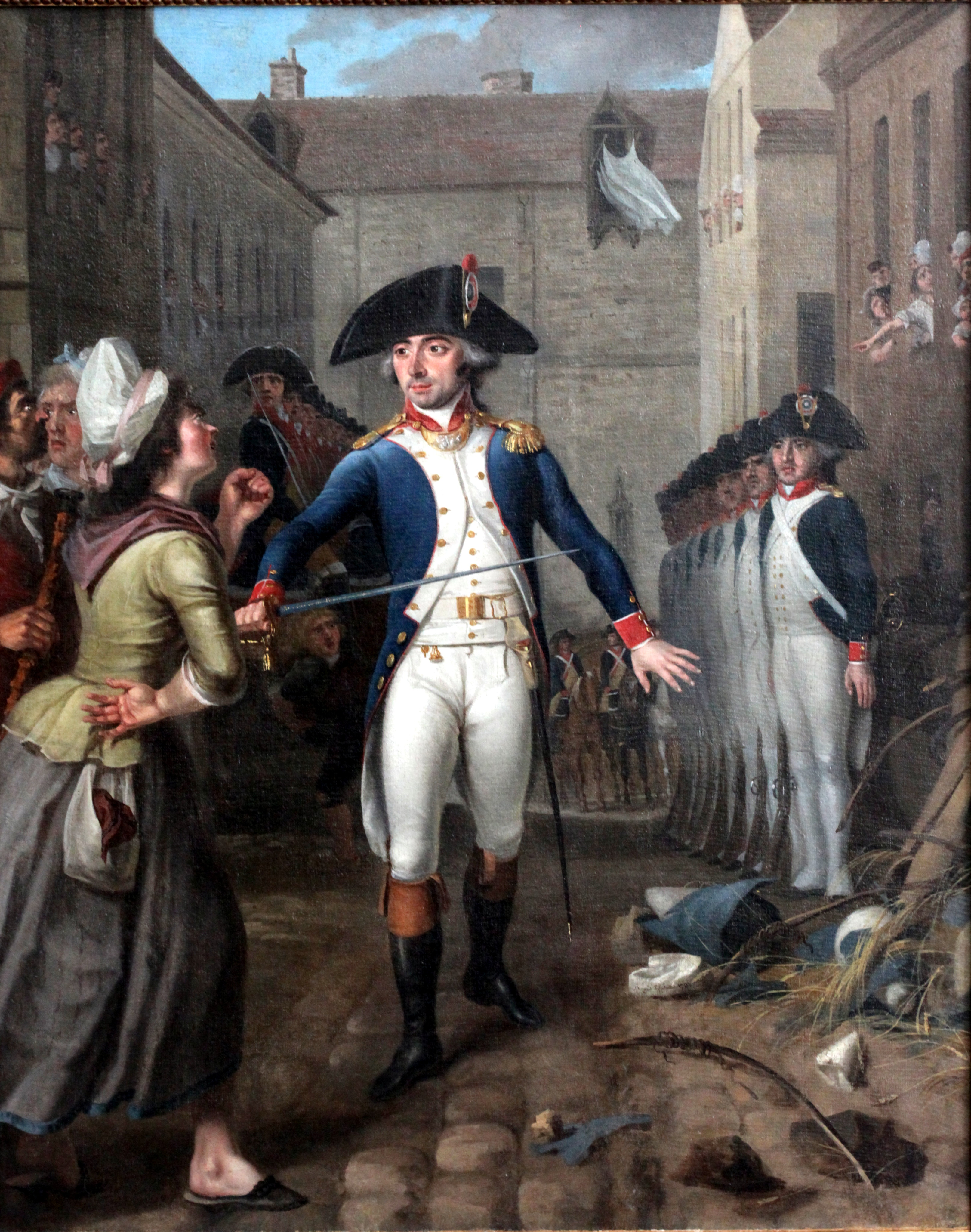
Soldaten van de Nationale Garde beschermen een lading suiker tijdens rellen in Parijs in 1792 (Museum van de Franse Revolutie).

Na de val van Robespierre kwam de Nationale Garde in Parijs onder leiderschap van royalisten. Toen Franse royalistische rebellen en Britse troepen in 1795 in Frankrijk landden en naar Parijs oprukten, brak er in de stad een royalistische opstand uit (de opstand van 13 Vendémiaire). Het leek er op dat ook de Nationale Garde zich bij de royalisten zou aansluiten. De opstand werd echter hardhandig neergeslagen door generaal Napoleon Bonaparte. Hierna werd de Nationale Garde grotendeels ontwapend.

## Napoleontische tijd

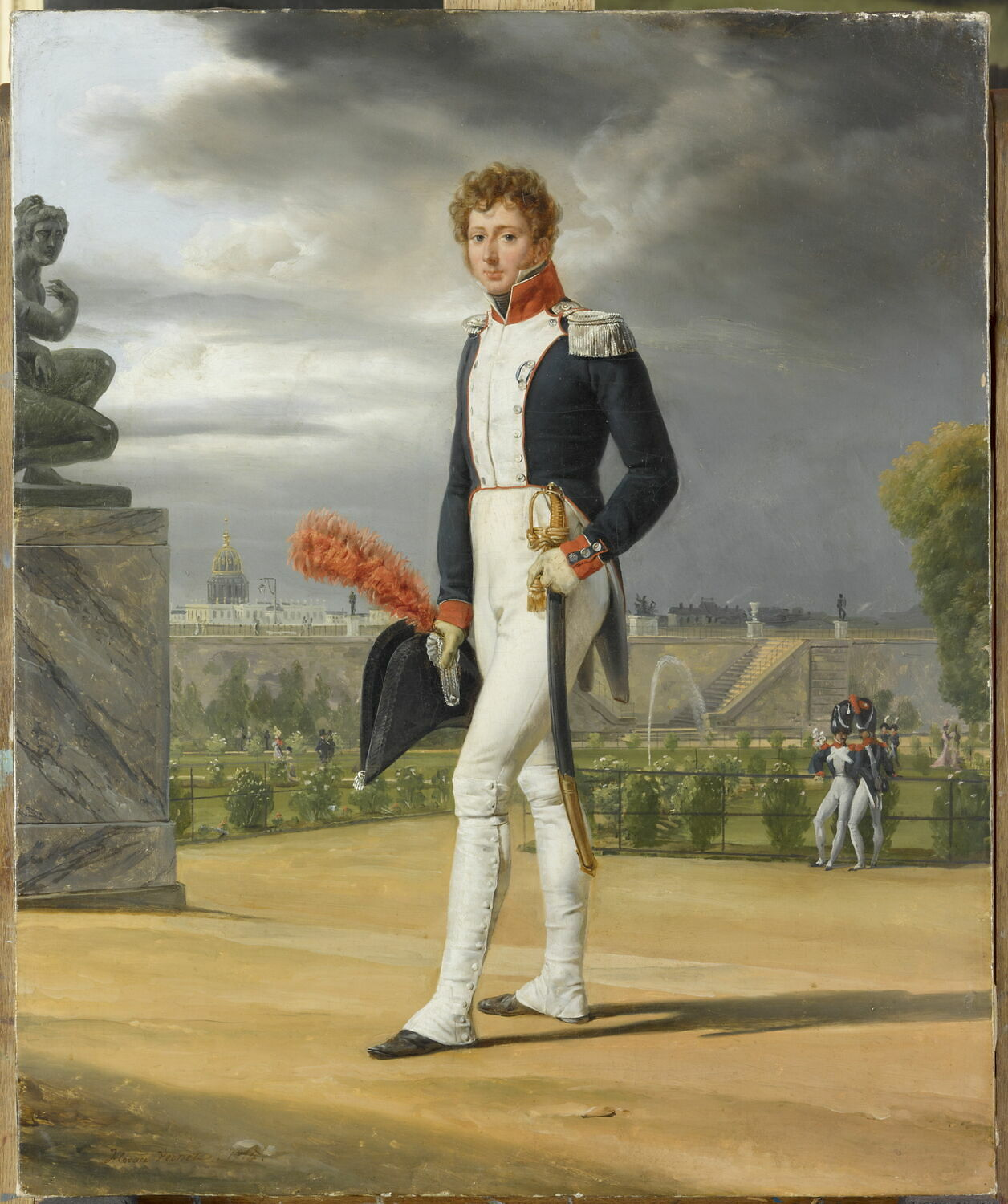
De schilder Philippe Lenoir poseert in de Tuilerieën in uniform van de Nationale Garde. Schilderij door Horace Vernet (1814)

De Nationale Garde werd echter niet geheel afgeschaft door Napoleon, maar in reserve gehouden en af en toe opnieuw opgeroepen om het keizerrijk te verdedigen. Ze was ingedeeld in cohorten om zich te onderscheiden van de infanterie van het leger. De uniformen waren hetzelfde, alleen waren de knopen, sjakoplaten en andere monturen van witmetaal in plaats van geelmetaal. 
In 1809 werden zo'n 60.000 man van de Nationale Garde gemobiliseerd in de noordelijke departementen na een Britse inval in Zeeland (zie Walcherenexpeditie). Na de invasie van Frankrijk in 1813 werden zo'n 100.000 man opgeroepen om Frankrijk te verdedigen, waarbij de leeftijdsgrenzen werden verruimd om meer dienstplichtigen op te kunnen roepen. 6.000 man Nationale Gardes hielpen bij de verdediging van Parijs, maar deze troepen, voornamelijk scholieren, oude mannen en invaliden, wisten de stad niet uit handen van de geallieerden te houden. 
Tevens werden, om het veldleger aan te vullen, tientallen cohorten uit het hele keizerrijk georganiseerd tot infanterieregimenten, waarbij vier cohorten werden samengevoegd tot één regiment infanterie van linie. De 135ème tot en met 156ème Régiments d'Infanterie de Ligne werden op deze manier georganiseerd. Deze regimenten werden ingezet in Duitsland in 1813 en in de campagnes in Frankrijk in 1814. Na de troonsafstand van Napoleon en de bezetting van Parijs werden deze regimenten weer opgeheven.

## Julirevolutie
Na de Restauratie werd de Nationale Garde in stand gehouden. Een decreet uit 1816 bepaalde dat alle Franse mannen van 20 tot 60 jaar verplicht waren tot lidmaatschap in de militie. Op 29 april 1830 schafte koning Karel X de Nationale Garde in Parijs af, uit vrees dat de militie hem zou afzetten. Na de Julirevolutie werd op 29 juli van dat jaar de inmiddels 73-jarige markies de La Fayette opnieuw benoemd tot hoofd van de Nationale Garde. De eerste daad van De La Fayette was om de Nationale Garde in Parijs te herstellen. De nieuwe "burgerkoning" Lodewijk Filips nam op 31 juli de wacht af van 60.000 juichende militieleden. Cela vaut mieux pour moi que le sacre de Reims! ("dit is beter voor mij dan de kroning in Reims!") zou Lodewijk Filips hierbij gezegd hebben.
Lidmaatschap in de Nationale Garde werd een statussymbool. In de roman César Birotteau (1837) van Honoré de Balzac bijvoorbeeld is het hoofdpersonage een rijke parfumeur die de sociale ladder beklimt via promoties in de Nationale Garde.

## Frans-Duitse Oorlog en Commune van Parijs
Tijdens de Februarirevolutie van 1848 hield de Nationale Garde zich grotendeels buiten het conflict. Ook bemoeide de Nationale Garde zich niet met de staatsgreep van 1851. Keizer Napoleon III vertrouwde de Nationale Garde niet; hij zag de eenheid als een republikeinse dreiging en gaf de Garde daarom geen belangrijke taken. Toen de oorlog met Pruisen in 1870 uitbrak werd de Nationale Garde alleen als laatste verdediging gebruikt. Na de Franse nederlaag in de Slag bij Sedan in september, waarbij de keizer gevangengenomen werd, werd een Regering van Nationale Verdediging opgezet die alle geregistreerde kiezers in Parijs opriep voor dienst in de Nationale Garde. In totaal werden 590.000 gardisten opgeroepen tijdens de oorlog.
In Parijs werd een Centraal Comité van de Nationale Garde gevormd om de verdediging van de stad te organiseren. Dit Centraal Comité, gedomineerd door radicale republikeinen en socialisten, kreeg steeds meer autoriteit, tot het de feitelijke regering van Parijs werd, de Commune van Parijs. De troepen van de Nationale Garde werden echter neergeslagen door Franse regeringstroepen, die een hardhandig einde maakte aan de Commune van Parijs.
Op 25 augustus 1871 werd de Nationale Garde opgeheven, bevestigd door een wet op 27 juli 1872 waarbij alle gewapende Franse eenheden expliciet bij het leger en het ministerie van oorlog ondergebracht werden.

## 21e eeuw
Na de aanslagen in Frankrijk in 2015 en 2016 richtte president François Hollande opnieuw een nationale garde op om de antiterreurtaken van het Franse leger over te nemen. Doelstelling is om in 2018 een nationale garde van 84.000 man te hebben.